# Коллинз, Джимми
Джеймс Джозеф Коллинз (англ. James Joseph Collins, 16 января 1870, Ниагара-Фолс, Нью-Йорк — 6 марта 1943, Буффало, Нью-Йорк) — американский бейсболист, выступавший в МЛБ на протяжении четырнадцати сезонов. В качестве играющего тренера привёл «Бостон Американс» к победе в первой в истории Мировой серии в 1903 году. Первый игрок третьей базы, избранный в Национальный бейсбольный Зал славы.

## Биография

### Ранние годы и начало карьеры
Джеймс Джозеф Коллинз родился 16 января 1870 года в деревне недалеко от Ниагара-Фолс. Он был вторым из четырёх детей в семье Энтони и Элис Коллинз, эмигрантов из Ирландии. В 1872 году его семья переехала в Буффало, где Энтони устроился на службу в полицию. Начальное образование Джимми получил в католической приходской школе. Затем он поступил в Колледж Святого Джозефа. Его Коллинз закончил в 1888 году с дипломом в области коммерции. После выпуска он устроился клерком на станции Блэк-Рок, принадлежащей железнодорожной компании DL&W.  
Подростком Джимми начал играть в бейсбол в различных городских командах. В 1889 и 1890 годах он выступал за клуб «Сошиалс», в состав которого входили выходцы из Ирландии. Затем два года он провёл в команде «Норт Буффало» из городского пригорода Блэк-Рок, где Коллинз работал. В мае 1893 года тренер команды младшей лиги «Буффало Байзонс» Джек Чэпмен предложил Джимми стать профессиональным бейсболистом. Коллинз оставил работу и подписал с клубом контракт. В составе Бизонов он провёл два года, став одним из лучших отбивающих Восточной лиги. 
В ноябре 1894 года команда «Бостон Бинитерс» из Национальной лиги приобрела Коллинза за 500 долларов. Главный тренер клуба задействовал Джимми на позиции правого аутфилдера. За «Бинитерс» он провёл всего 11 матчей, после чего был отправлен в аренду в «Луисвилл Колонелс» чтобы освободить место в составе для Джимми Бэннона. Главный тренер команды Джон Макклоски переставил Коллинза на третью базу. Игра Джимми на новой позиции произвела впечатление и в августе «Бостон» отозвал игрока обратно, но тот отказался возвращаться и заявил, что лучше завершит карьеру и вернётся на железную дорогу.  
Конфликт удалось разрешить в конце года. В ноябре «Бостон» продал в «Филадельфию» Билли Нэша и Коллинз должен был занять его место в составе. При этом Джимми до апреля 1896 года пытался выторговать у владельца клуба Артура Содена более высокую зарплату, но в итоге был вынужден согласиться на сумму 1 800 долларов в год. При этом средняя зарплата американского рабочего в то время составляла 500 долларов в год. Споры о деньгах с владельцем команды Коллинз вёл все четыре года, в течение которых выступал за «Бинитерс».

### Бостон Американс
К 1900 году он был одним из лучших игроков в Лиге и в то же время пришёл к выводу что игра за Бинитерс ограничивает его возможности зарабатывать. В тот же период Коллинз приобрёл жилой дом в Буффало, имея планы его перестроить и сдавать квартиры. Джимми стал одним из основателей первого профсоюза игроков, рассматривая организацию как ещё один способ увеличения зарплаты. Приняв участие в двух встречах союза он разочаровался в его действиях. В марте 1901 года Коллинз стал главным тренером и капитаном новой бостонской команды — «Американс». Клуб вступил в созданную Бэном Джонсоном Американскую лигу. Одной из причин, по которой он согласился принять участие в проекте было то, что в новой лиге игроки могли быть и совладельцами команд.  
Владелец команды Чарльз Сомерс подписал с Коллинзом контракт на три года с зарплатой 3 500 долларов за сезон. Кроме того, он лично гарантировал выплату этих средств в случае если Соден подаст в суд из-за ухода Джимми из «Бинитерс» и потребует дисквалификации игрока. Также Коллинз получил долю акций «Американс».
В 1901 году команда под руководством Джимми заняла второе место в Лиге, а в следующем сезоне третье. Важнее было то, что ирландская община Бостона поддерживала Коллинза и «Американс» скоро стали самой популярной командой в городе. В управлении клубом Джимми использовал те же принципы, что и в своём бизнесе в Буффало, суть которых выражалась фразой «Наймите профессионалов и не мешайте им делать свою работу». При этом слабой стороной Коллинза как менеджера было неумение работать на перспективу — в команде практически не было молодых игроков и в отсутствие развитой системы фарм-клубов он не смог организовать сеть скаутов для их поиска.
В январе 1903 года Американская и Национальная лига подписали соглашение, основав Главную лигу бейсбола. В сентябре «Американс» выиграли чемпионат в своей лиге. Новый владелец «Бостона» Генри Киллилеа и хозяин «Питтсбург Пайрэтс» Барни Дрейфус договорились о проведении в октябре первой серии между победителями лиг, получившей название Мировая серия. «Американс» проиграли три из первых четырёх матчей, но Коллинз сумел сплотить команду, которая одержала четыре победы подряд и стала чемпионом. В глазах спортивной общественности эта победа подтверждала право Американской лиги на существование. После выигрыша Мировой серии Джимми подписал с Килилеа новый контракт, по которому получал 10 000 в год и имел право на 10 % от дохода клуба, свыше суммы 25 000 долларов. В апреле 1904 года новым владельцем команды стал сын издателя Boston Globe Джон Тейлор, конфликт с которым позднее привёл к уходу Коллинза из команды.
В 1904 году «Американс» второй год подряд выиграли чемпионат Американской лиги, но матчи Мировой серии не состоялись из-за отказа игроков «Нью-Йорк Джайентс». По условиям контракта Коллинз получил дополнительные 8 000 долларов от клуба, что стало ещё одним поводом для недовольства Джона Тейлора. В январе 1905 года Boston Globe Magazine посвятил Коллинзу статью, в которой он представлялся больше бизнесменом, чем бейсболистом. Летом того же года Тейлор стал активнее участвовать в управлении клубом, видя себя скаутом, который способен найти новые таланты для «Американс». Всё это только усиливало неприязнь между владельцем и тренером. В декабре Тейлор уехал в Европу и руководитель Лиги Бэн Джонсон фактически передал полномочия по управлению Коллинзу. Воспользовавшись этим Джимми продлил свой контракт ещё на два года. В то же время он приобрёл треть акций клуба из Вустера, выступавшего в Лиге Новой Англии.
Результаты команды тем временем ухудшались. В мае 1906 года «Бостон» проиграл 20 матчей подряд. 1 июля Коллинз покинул команду, решив сосредоточиться на собственной карьере. Джонсон в прессе назвал игрока и тренера дезертиром. При этом его контракт с клубом продолжал действовать. После неудачных попыток приобрести команды из Буффало и Провиденса, Джимми решил вернуться в «Американс». Вернувшийся к руководству клубом Тейлор согласился принять его обратно, но лишь в качестве игрока. 
Зимой 1907 года Джимми женился на Саре Мёрфи, но о браке стало известно только летом, когда его продали в «Филадельфию Атлетикс». В августе его новая команда вышла на первое место в лиге, но не смогла удержаться на нём до конца сезона. Джимми провёл в клубе первую часть сезона 1908 года, но затем был отчислен так как владелец «Атлетикс» Конни Мак решил попробовать молодых игроков. 

### Жизнь после бейсбола
В начале 1909 года Коллинз принял предложение стать играющим тренером команды «Миннеаполис Миллерс» из Американской Ассоциации. В самом начале регулярного чемпионата в Буффало умерла его 8-месячная дочь Агнес. Джимми перевёз жену, которая снова была беременна, в Бостон. В конце года она родила девочку, которую назвали Кэтлин. «Миннеаполис» под руководством Коллинза занял третье место в чемпионате.
В октябре 1909 года он устроился главным тренером в команде из Провиденса, ближе к Бостону, где жила его семья. Коллинз проработал в команде до июня 1911 года. Его пассивный стиль руководства в эпоху агрессивных тренеров не давал результата. Джимми снова попытался приобрести одну из команд младших лиг, но растущая популярность бейсбола повлекла за собой рост цен. В январе 1912 года у них с Сарой родилась ещё одна дочь, Клэр. После этого Коллинз продал акции вустерской команды и покинул мир профессионального бейсбола.
Он неудачно попытался устроиться на работу тренером в Бостонском колледже. Другие попытки организовать бизнес также не удались. В 1914 году вместе с семьёй Джимми вернулся в Буффало, где приобрёл дом на юге города. В 1922 году его пригласили возглавить Городскую бейсбольную ассоциацию Буффало после того, как предыдущий президент организации был арестован во время коррупционного скандала. В начале 1920-х годов процветал и его бизнес с недвижимостью, цены на которую достигли пика в 1926 году. Затем началась Великая депрессия и в 1927 году Джимми был вынужден продать свой дом. К 1935 году он закрыл своё дело и устроился на работу в Департамент парков Буффало, продолжая также руководить Городской бейсбольной ассоциацией. 
6 марта 1943 года Джимми Коллинз скончался. Двумя месяцами позже газета Buffalo Evening News начала кампанию за избрание Джимми в Зал славы бейсбола. В январе 1945 года во время голосования за Коллинза было подано 49 % голосов при необходимых 75 %, но весной того же года Комитет ветеранов принял решение о включении его в Зал славы.

## В культуре
Бостонская панк-группа Dropkick Murphys посвятила Джимми Коллинзу песню «Jimmy Collins' Wake».